# 莫斯巴赫 (北莱茵-威斯特法伦州)
莫斯巴赫（德語：Morsbach，發音：[ˈmɔʁsbax]）是德国北莱茵-威斯特法伦州科隆行政区上贝格县的市镇，面积55.96平方千米，2023年12月31日人口为10,262人。